# الدوري الفنلندي لهوكي الجليد 2018–19
الدوري الفنلندي لهوكي الجليد 2018–19 (بالفنلندية: Jääkiekon SM-liigakausi 2018–2019)‏ هو موسم من الدوري الفنلندي لهوكي الجليد. فاز فيه HPK ‏.